# 曽国藩
曽 国藩（そう こくはん、拼音: Zēng Guófān、嘉慶16年10月11日（1811年11月26日） - 同治11年2月4日（1872年3月12日））は、中国清代末期の軍人、政治家。字は伯函、号は滌生（てきせい）、諡は文正。湖南省湘郷県の出身。弱体化した清朝軍に代わり、湘軍を組織して太平天国の乱鎮圧に功績を挙げた。

## 略歴

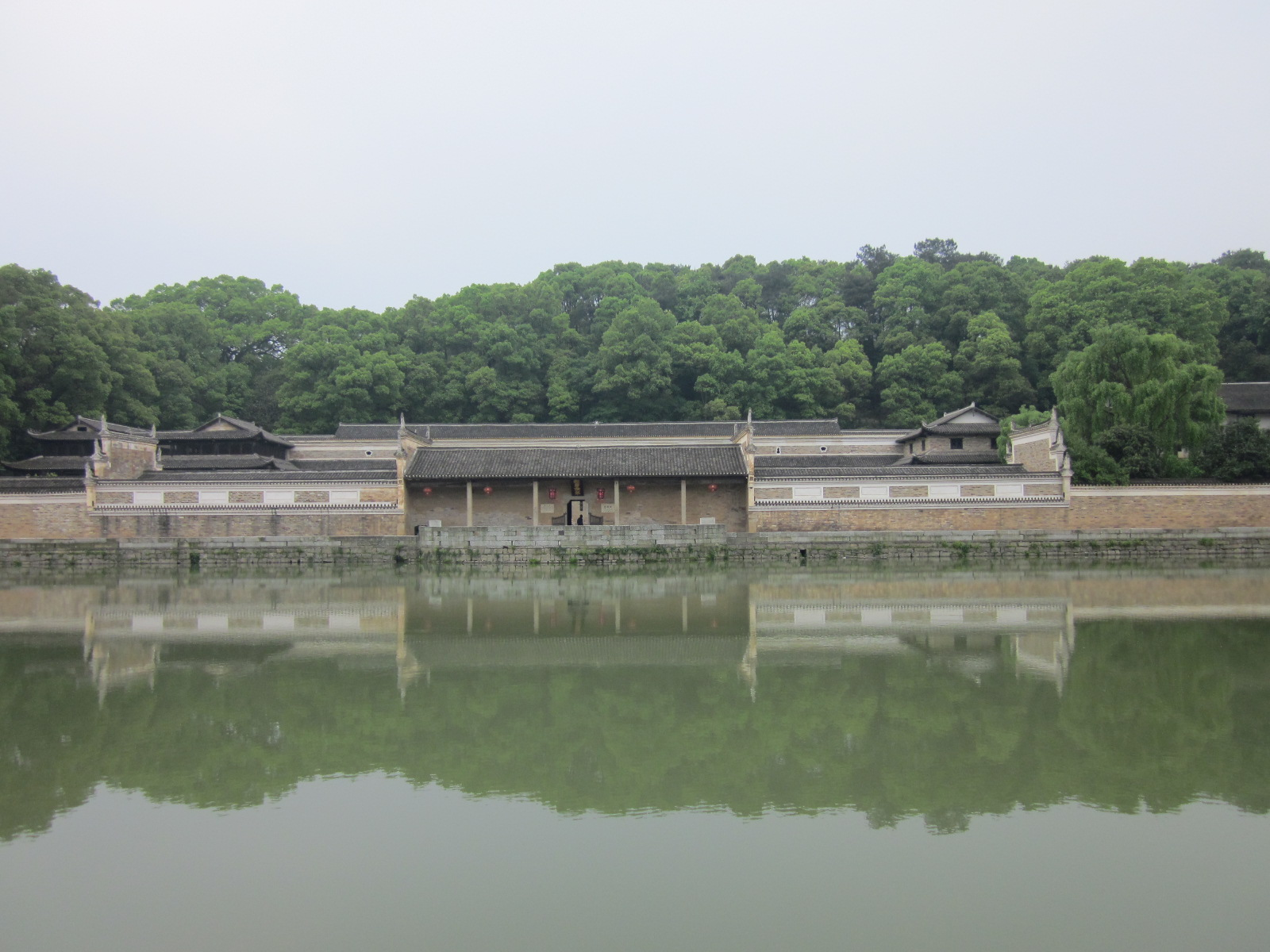
曽国藩故居

嘉慶16年（1811年）、湖南省湘郷県（現在は双峰県）にて曽麟書の長男として誕生。道光18年（1838年）に進士となるが、咸豊2年（1852年）に礼部右侍郎在職中に母の死去により、喪に服すため帰郷。前年の咸豊元年（1851年）に太平天国の乱が勃発し清の正規軍である八旗が鎮圧にあたったが連戦連敗であった。長年うちに八旗は貴族化し弱体化していた。このため清国政府は各地の郷紳たちに郷勇と呼ばれる臨時の軍隊の徴募を命じた。命を受けた曽国藩は複数の団練をまとめ郷勇を組織させた。これが後の湘軍であり、強さを発揮して最終的に太平天国軍を破った。
咸豊4年（1854年）、湘軍は武昌を収復したが、軍機大臣祁寯藻が湘軍を危険視する奏上をしたため、兵部侍郎の待遇を得ただけだった。咸豊5年（1855年）、太平天国軍に攻められ武昌が陥落。その後南昌で1年懸けて湘軍を建て直した。咸豊7年（1857年）の父の死去に当たっては、非常時のため奪情起復を行い、喪に服さなかった。
湘軍は咸豊8年（1858年）には九江を、咸豊10年（1860年）には安慶を包囲して翌11年（1861年）に陥落させた。同年、政府は曽国藩に対して恐れを抱きつつも、政府軍ではどうすることも出来ず、戸部尚書粛順は曽国藩を両江総督（江蘇省・安徽省、江西省の3つを合わせた地方の軍政・民政の両方を担当する長官）、欽差大臣とした。また、江蘇省が上海を除き太平天国に占拠されたため、救援として部下の李鴻章を安徽省へ派遣させた。李鴻章はそこで曽国藩と同じく既存の団練を基に郷勇を組織して淮軍を作り、同治元年（1862年）に上海へ向かい太平天国と戦った。
李鴻章は同治元年から同治3年（1864年）にかけて江蘇省の大半を奪回し、曽国藩も安徽省から太平天国を挟み撃ちに出来る態勢を整え、同治3年の天京攻防戦で激戦の末に太平天国軍の首都天京（南京）を陥落させ、太平天国を滅亡させた。この功績により侯爵とされる。乱後、その功績と兵力の大きさにより政府から警戒されるようになるが、湘軍を解散させることでこれを避ける。洋務運動にも参加し、洋式の兵器工場の設立・留学生の派遣などを行った。また後進の育成にも力を注ぎ、幕下から李鴻章・左宗棠など多くの人材を輩出した。
同治4年（1865年）に捻軍対処に当たっていたセンゲリンチンが敗死すると討伐を命じられたが、成果を挙げられなかったため翌5年（1866年）に李鴻章に交代した。同治7年（1868年）、清朝に仕える漢民族としては初めて、地方官としては最高位に当たる直隷総督となった。在任中の同治9年（1870年）には「天津教案」が発生し、その処理に当たっている。同年に両江総督馬新貽が暗殺されると、曽国藩が両江総督に復帰した（直隷総督は李鴻章に譲る）。同治11年（1872年）、脳溢血により在職のまま60歳で死去。
曽国藩は文人としても一流であり、その作品は『曽文正公全集』・『曽文正公手書日記』に纏められている。また朱子学者としても著名であった。
弟の曽国華・曽国荃・曽貞幹は湘軍に加わり太平天国と戦い、曽国華と曽貞幹は戦没したが、生き残った曽国荃は両広総督に任命された。また、長男の曽紀沢は外交官として出世していった。その孫、曽国藩から見て4世に当たる曽紀農は中華民国（台湾）の教育者や外交官として活躍しながら、太平天国の将軍（忠王）として曽国藩により処刑された李秀成が記した『李秀成自述』を刊行し、曽家に伝わっていた李の肉筆本を台北市の国立故宮博物院に寄贈している。

## 四耐四不訣（したいしふけつ）
座右の銘「耐冷、耐苦、耐煩、耐閑、不激、不躁、不競、不随、以成事」は後に安岡正篤の著書で紹介され、日本でも知られている。豊田章一郎が座右の銘としていたという。

## 著作リスト
- 『曽文正公全集』（李瀚章編、李鴻章校勘。文海出版社、1976年）
- 『曽文正公手書日記』（）
- 『曽国藩家書』（）
- 井土霊山和訳「曽国藩の論書」『書道及画道第三巻第九号』

## 評価
中華民国時代以来、民生の為に尽くし近代化を推進した、清朝後期の傑出した国家の柱石と評価されている。しかし、太平天国を倒したことについては評判が悪く、天津教案解決に尽力し外国と妥協した件と合わせ、満州族打倒に立ち上がった反体制派の討伐、列強に抵抗しなかった、併せて天京攻防戦で大量の漢人を虐殺したことにより漢奸とされ非難に晒されたこともある。近年になり評価が見直されると、混乱を鎮め平和維持に尽力した点と人材登用が注目されている。

### 伝記
- 清水稔『曽国藩　天を畏れ勤・倹・清を全うした官僚』山川出版社「世界史リブレット人」、2021年。
- 岡本隆司『曾国藩 「英雄」と中国史』岩波書店〈岩波新書〉、2022年7月、217+13頁。ISBN 9784004319368。全国書誌番号:23747179。